# Heinrich Niemeyer (Architekt, 1936)
Heinrich Johann Niemeyer (* 22. November 1936 in Tübingen; † 2010 ebenda) war ein deutscher Architekt.

## Leben und Werk
Der brasilianische Architekt Oscar Niemeyer war ein entfernter Verwandter von ihm. Er trat in die Studentenverbindung Unitas Markomannia ein.
Um 1977 baute er für seine Familie in Rottenburg-Dettingen.
Niemeyers Stil orientierte sich zum Teil an futuristischer Architektur wie der von Frank Lloyd Wright, Antoni Gaudí oder John Lautner und vereinte Arbeits- und Wohnraum unter einem Dach.
Niemeyer arbeitete bis zu seinem Tod im von der Natur umgebenen kleinen, „romantisch-verwunschenen“ Haus Charlottenstraße 22 in Tübingen, das nicht von ihm geplant gebaut wurde, sondern eerbt war und 2016 abgerissen wurde.

## Bauten und Entwürfe (Auswahl)
- 1959–1960: Haus Herb in Tübingen, Neckarhalde 43 (mit naturnaher Architektur und Gründach; noch während seines Studiums)[4]
- 1963: Erlöserkirche in Heide (Holstein)
- 1968: Appartementhaus Neckarhalde 41 in Tübingen. (In dem verglasten Haus wohnte auch der Literaturwissenschaftler Hans Mayer.)
- Stelzenhäuser in Pulheim–Sinnersdorf
- Kristallhäuser in Bregenz (sechseckige Bauten ähnlich dem Futuro von Matti Suuronen oder der Chemosphäre von John Lautner)
- 1970: Kristallhaus in Nagold–Emmingen[5]

Außerdem in Tübingen die Häuser:
- Cottaweg 7 und 12
- Gölzstraße 18
- Kleiststraße 15/17
- Lichtenberger Weg 22
- Lilli-Zapf-Straße 3

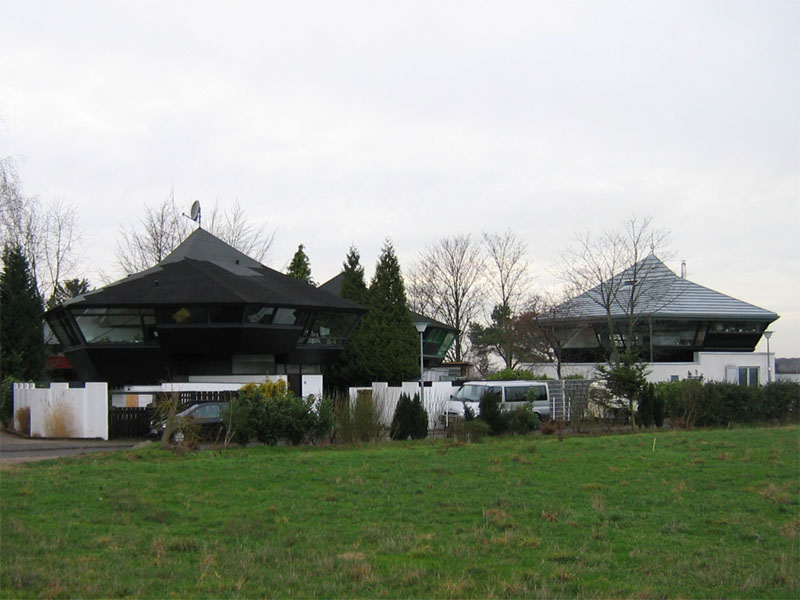
Stelzenhäuser in Sinnersdorf
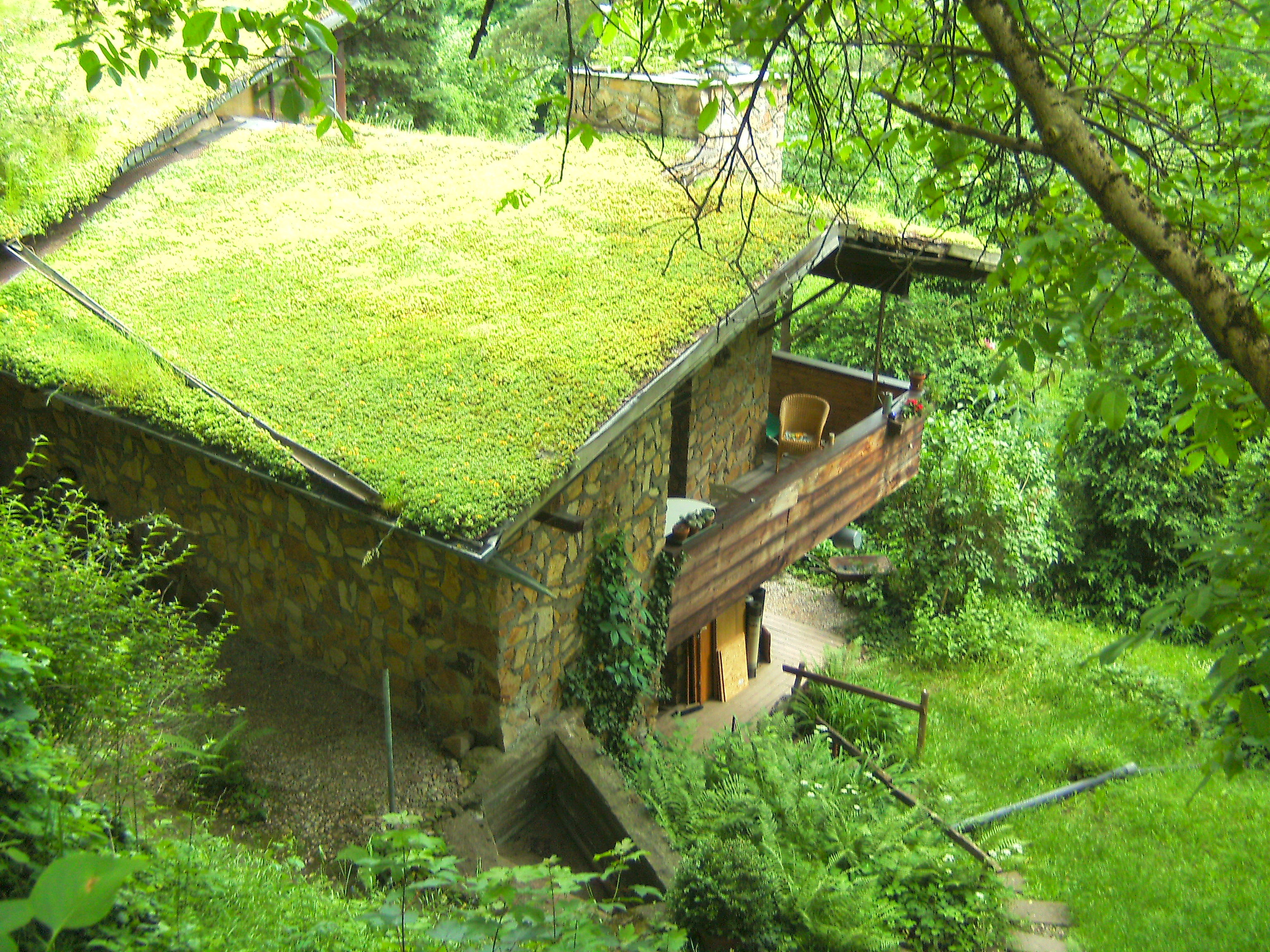
Haus Herb in Tübingen